# سيباستيان هيرنانديز
سيباستيان هيرنانديز (بالإنجليزية: Sebastian Hernandez)‏ هو لاعب كرة قدم أمريكي، ولد في 12 أغسطس 1993 في بحيرة تاهو في الولايات المتحدة. لعب مع نادي لاس فيغاس لايتس.